# Pinnacle
Pinnacle is een bedrijf uit de Verenigde Staten, dat bekendstaat om zijn videobewerkingsproducten voor consumenten, zoals Pinnacle Studio. Pinnacle is onderdeel van Avid. De naam Pinnacle wordt in de volksmond gebruikt voor het programma Pinnacle Studio. Pinnacle produceert zowel software als hardware (zoals tv-kaarten) voor videobewerking.
Het bedrijf biedt voor zijn producten de zogenaamde 'Live Chat'-hulp aan, waarmee via een chatmodule live hulp verleend kan worden. Ook kunnen er via zo'n chat links verstuurd worden en uitgebreide uitleg kan gegeven worden.
De hoofdzetel van het bedrijf is in Mountain View (Californië).